# رایان کارنس
رایان گرگ کارنس (انگلیسی: Ryan Gregg Carnes) زاده ۲۱ نوامبر ۱۹۸۲ ‏(۴۲ سال) هنرپیشه آمریکایی است.